# 南门站 (乌鲁木齐市)
南门站（維吾爾語：نەنمين بېكىتى‎，拉丁维文：Nenmyn békiti）是乌鲁木齐地铁1号线的地铁车站，位于中国新疆维吾尔自治区乌鲁木齐市天山区解放北路与人民路交叉口，于2019年6月28日开通。

## 车站结构

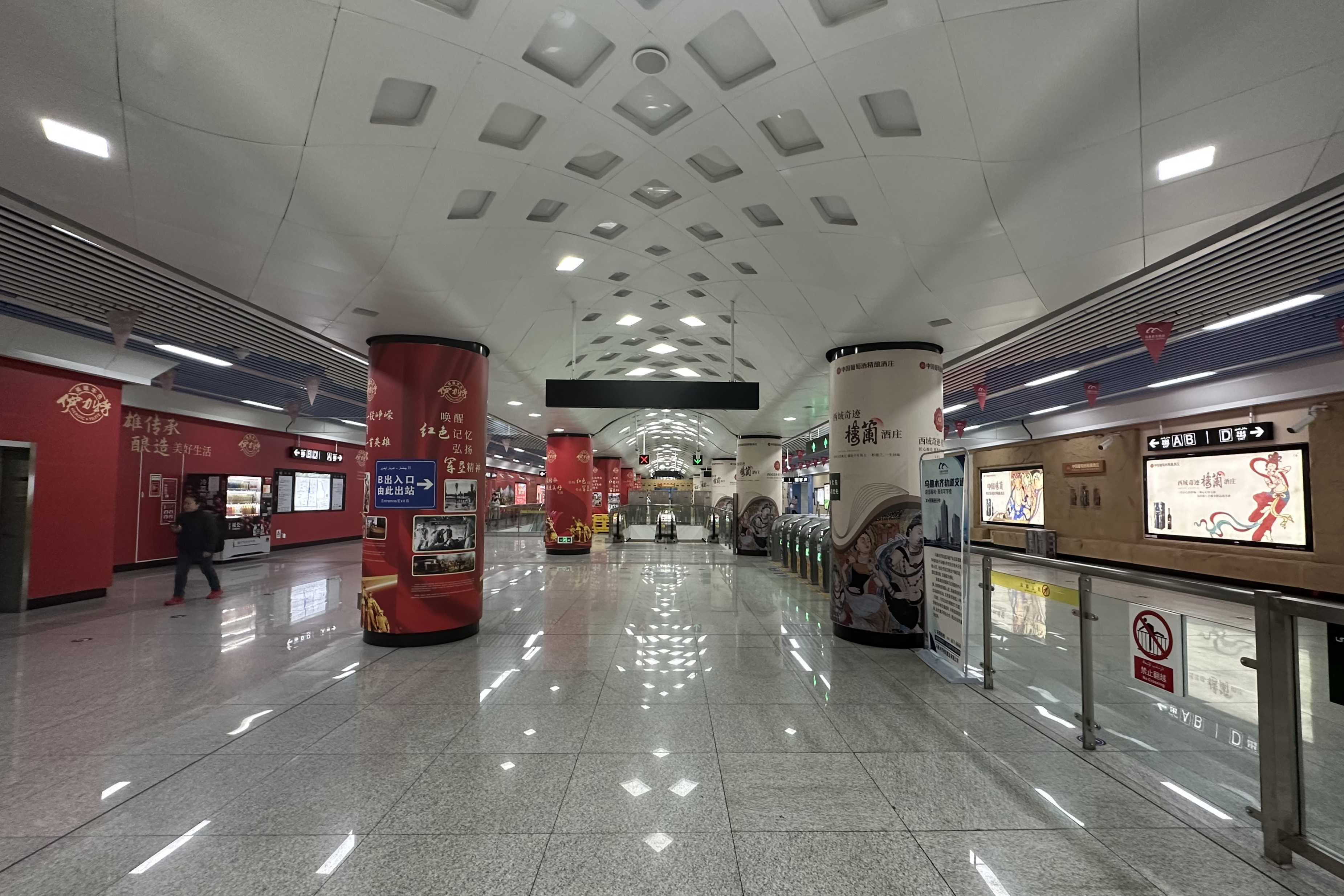
1号线站厅

南门站为1号线与建设中的2号线换乘车站，其中1号线车站沿解放北路南北向设置，为地下三层岛式站台车站，车站长345米，车站地下一层为站厅层，地下三层为站台层，站台设置全高站台门，车站北侧设有一条单渡线。建设中的2号线车站沿人民路东西向设置，为地下二层岛式站台车站，车站长244米，车站地下一层为站厅层，地下二层为站台层，两线预计采用T型换乘形式。同时，两线在车站东北侧设有单线联络线，连通1号线上行与2号线上行轨道。
|               |  | 未來 █ 2号线预留轨道 |
| 未啟用 · 島式 |  |                      |
|               |  | 未來 █ 2号线预留轨道 |

|                   |  | █ 1号线往国际机场（北门） |
| 島式 · 開左邊车门 |  |                           |
|                   |  | █ 1号线往三屯碑（二道桥） |

## 车站出口
南门站目前开放3个出入口，未设有无障碍电梯，各出口及周围设施如下所示：
| 编号     | 出入口信息                                                 | 照片 | 无障碍设施 |
| -------- | ---------------------------------------------------------- | ---- | ---------- |
| A · 出口 | 解放北路西侧，时尚春天百货，新疆中医医院                   |      | 不適用     |
| B · 出口 | 解放北路东侧，乌鲁木齐市第一小学，毛泽民故居纪念馆，大银行 |      | 不適用     |
| D · 出口 | 人民路南侧，新疆人民剧场，陕西大寺                         |      | 不適用     |

## 接驳交通

### 公交车
- 大十字：17路，60路，104路，104路支线，907路，908路
- 南门：2路，3路，17路，17路区间，44路，61路，104路，104路支线，308路，903路，907路，908路，911路，920路，D009路

## 车站历史
- 2019年6月28日，1号线车站随1号线全线通车开通[1]。
- 2020年
  - 2月2日，受新冠疫情影响，车站暂停运营[6]。3月11日，车站恢复运营[7]。
  - 7月16日，受新冠疫情影响，车站暂停运营[8]。9月20日，车站恢复运营[9]。
- 2021年1月18日，2号线车站主体结构完工[3]。